# Charles F. Haas
Charles F. Haas (Chicago, 15 novembre 1913 – Los Angeles, 12 maggio 2011) è stato un regista statunitense di cinema e televisione.

## Filmografia parziale

### Regista cinematografico
- Il grido delle aquile (Screaming Eagles) (1956)
- Esecuzione al tramonto (Star in the Dust) (1956)
- La rivolta dei cowboys (Showdown at Abilene) (1956)
- Eredità selvaggia (Wild Heritage) (1958)
- Corruzione nella città (The Big Operator) (1959)
- I perduti dell'isola degli squali (Platinum High School) (1960)

### Regista televisivo
- Lux Video Theatre – serie TV, un episodio (1953)
- The Whistler – serie TV, 2 episodi (1955)
- The Millionaire – serie TV, 2 episodi (1956-1957)
- Tarzan and the Trappers, co-regia con Sandy Howard e H. Bruce Humberstone (1958) – film TV
- Men Into Space – serie TV, un episodio (1959)
- Indirizzo permanente (77 Sunset Strip) – serie TV, 3 episodi (1959-1960)
- Hawaiian Eye – serie TV, 4 episodi (1959-1960)
- Hong Kong – serie TV, un episodio (1960)
- Bonanza – serie TV, 3 episodi (1960)
- Perry Mason – serie TV, un episodio (1960)
- Maverick – serie TV, un episodio (1961)
- Il carissimo Billy (Leave It to Beaver) – serie TV, 2 episodi (1961-1963)
- Avventure in paradiso (Adventures in Paradise) – serie TV, un episodio (1962)
- The Dick Powell Show – serie TV, un episodio (1962)
- L'ora di Hitchcock (The Alfred Hitchcock Hour) – serie TV, un episodio (1963)
- La legge di Burke (Burke's Law) – serie TV, un episodio (1963)
- The Travels of Jaimie McPheeters – serie TV, un episodio (1964)
- The Outer Limits – serie TV, 4 episodi (1964-1965)
- Gli uomini della prateria (Rawhide) – serie TV, un episodio (1965)
- Organizzazione U.N.C.L.E. (The Man from U.N.C.L.E.) – serie TV, un episodio (1967)

### Produttore
- Her Adventurous Night, regia di John Rawlins (1946)
- La luna sorge (Moonrise), regia di Frank Borzage (1948)

### Sceneggiatore
- La luna sorge (Moonrise), regia di Frank Borzage (1948)

### Attore
- Incontro a Parigi (I Met Him in Paris), regia di Wesley Ruggles (1937), non accreditato